# Paweł Marchocki
Paweł Marchocki herbu Ostoja (zm. w 1631 roku) – starosta czchowski w 1600 roku, do 1629 roku, generalny poborca podatków krakowskich w 1629 roku, rotmistrz królewski.
Poseł na sejm 1624 roku, 1625 roku, sejm zwyczajny i nadzwyczajny 1626 roku, sejm 1627 roku, 1628 roku, sejm nadzwyczajny 1629 roku, sejm 1631 roku  z województwa krakowskiego.